# Martok
Martok, fill d'Urthog és un personatge recurrent a Star Trek: Deep Space Nine, interpretat per l'actor J. G. Hertzler. Martok és un líder klíngon d'alt rang a l'estació espacial Espai Profund 9 de la Federació Bajorana a finals del segle XIV. Martok figura de manera destacada en molts dels llargs arcs argumentals de la sèrie, i també és una relació important per a Worf.

## Concepte i producció

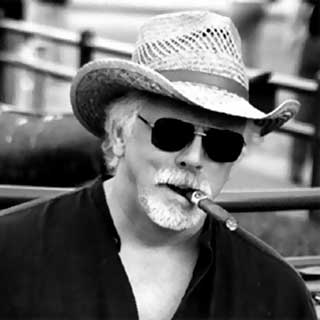
J. G. Hertzler va ser escollit per a aquest paper.

J. G. Hertzler va fer la seva primera aparició a la franquícia a l'episodi pilot de Star Trek: Deep Space Nine "Emissary", com a capità vulcanià que mor quan la seva nau és destruïda. Després d'això, va fer la seva primera aparició com a klíngon al videojoc Star Trek: Klingon, dirigit per Jonathan Frakes i també protagonitzat per Robert O'Reilly com a canceller Gowron..Quan els productors de Deep Space Nine estaven seleccionant Martok, Hertzler va fer una audició després de no considerar inicialment el paper, però es va enfadar durant l'entrevista a causa d'un comentari del director que va considerar insultant. Tanmateix, aquesta resposta va fer que aconseguís el paper, i es va incloure com a tret de caràcter de Martok.
David Quashnick, l'"especialista" que va fer el maquillatge klíngon tant de Hertzler com d'O'Reilly, trigava unes tres hores cada dia a maquillar-li a Hertzler. A Hertzler no li va importar el procés, però va afirmar que tenir les pròtesis bloquejant la vista del seu costat esquerre de vegades podia dificultar el rodatge, ja que no podia veure en girar-se cap allà. Va considerar important per al personatge recordar-li el temps que havia passat al món de la presó del Domini, i va rebutjar l'oportunitat de restaurar la vista de Martok quan ho va suggerir el productor executiu Ira Steven Behr. En particular, Hertzler va sentir que donava el mateix aire a Martok que al personatge de Christopher Plummer a Star Trek VI: The Undiscovered Country.
El 2020, Hertzler va parlar sobre el desenvolupament del personatge: "Com a actor de teatre, normalment tens unes setmanes per assajar, si tens sort, i després continues. I amb Martok, vaig poder treballar-hi durant quatre anys. Ara encara ho estic fent 25 anys després!"
En una entrevista amb Heavy el 2021, Hertzler va parlar de com va ser treballar amb el repartiment de Deep Space Nine. Al principi li va semblar intimidatori, perquè el repartiment habitual havia treballat junts durant anys, i el personatge de Martok havia de "manar a la gent". Tanmateix, va trobar que els altres actors el van acollir i el van ajudar a sentir que hi pertanyia.

## Aparicions

### Antecedents
Es dóna poca història de fons sobre els primers anys de Martok, excepte una breu història esbossada per ell mateix a l'episodi de "Deep Space Nine" "Once More Unto the Breach". Se sap que va néixer en una casa klíngon (la Casa de Martok) que no formava part de l'aristocràcia i que es va criar a les terres baixes de Ket'ha, al món natal klingon de Qo'noS. Aquesta zona és considerada una terra erma pels klíngons.
La família de Martok havia estat soldats lleials de l'Imperi Klingon durant 15 generacions, però oficials. El desig d'Urthog des de feia temps que Martok es convertís en oficial, així que va demanar l'ajuda d'oficials el respecte dels quals s'havia guanyat i en va convèncer un perquè patrocinés la sol·licitud del seu fill a l'acadèmia klingon. Van presentar la sol·licitud al Comitè de Supervisió, creient que l'aprovació seria una mera formalitat, però va ser rebutjada per un membre, el llegendari guerrer klíngon Kor, qui tenia opinions elitistes sobre l'honor i el prestigi de les "grans cases". Amb aquest rebuig al seu historial, Martok ja no podia servir ni tan sols com a soldat ras. Va optar per servir, independentment, i va passar cinc anys a la nau insígnia del general ShiVang com a treballador civil. Quan la nau va ser sorprès per un atac romulà, Martok va agafar les armes i va ajudar a repel·lir l'equip d'abordatge. La seva habilitat i valentia li van valer una  condecoració de guerra, però l'honor es va veure agreujat pel fet que Urthog havia mort uns anys abans i no podia compartir la glòria del seu fill. Martok més tard va obtenir el rang de tinent després de la batalla de Tcha'voth, convertint-se en oficial tàctic a bord del creuer Gothspar sota el capità Kultan (ST:DS9 Books: The Left Hand of Destiny), i quan va ser introduït a la sèrie, havia assolit el rang de general i encara guardava rancor contra Kor.

### General Martok
Cap al 2371, Martok va ser segrestat per agents del Domini i substituït per un canviant de forma. La data exacta no està clara. El canviant va aconseguir iniciar la guerra amb els cardassians (T4, E1), però sense voler es va revelar a Odo (que havia estat enganyat fent-li creure que el canceller Gowron era el canviant) en una cerimònia de lliurament de premis klíngon, i va ser ràpidament assassinat pels klíngons que assistien a la cerimònia (T5, E1).
El veritable Martok va passar dos anys en un camp d'internament del Domini, obligat a lluitar diàriament contra soldats Jem'Hadar en combat cos a cos amb finalitats d'entrenament. Presumiblement va ser durant una d'aquestes lluites que li van arrencar l'ull esquerre. Durant el seu confinament, Martok va arribar a respectar el caràcter indomable i les qualitats de lluita de Worf. A l'episodi "By Inferno's Light", Martok escapa i torna al Quadrant Alfa amb Elim Garak, Worf i Julian Bashir, i és nomenat comandant de les forces kíngon a "Espai Profund 9".
Setmanes després d'aquesta nova missió, Martok va prendre el comandament d'una au de presa klíngon, el "Rotarran", i el va convertir en la seva nau insígnia personal. Inicialment, la tripulació del "Rotarran" va ser derrotada, un fet que es va agreujar per l'aparent reticència de Martok a enfrontar-se a les forces Jem'Hadar en la seva primera missió. Finalment, un enfrontament entre Martok i Worf va ajudar a reunir tant l'esperit guerrer de la tripulació com el de Martok. La missió conclouria amb el "Rotarran" atacant i destruint una nau Jem'Hadar i rescatant trenta-cinc tripulants d'una nau klíngon inservible. Un agraït Martok convidaria més tard Worf (a qui Gowron havia desposseït anteriorment del seu cognom) a unir-se a la casa de Martok.
Martok és retratat com un excel·lent jutge de caràcter, que es preocupa profundament pels que estan sota el seu comandament. Això, al seu torn, li va valer un gran respecte entre els seus companys klingons, ja que, si bé estimen la batalla i la conquesta, també tenen una opinió molt baixa d'aquells que llancen soldats a la batalla sense pensar-hi gaire en la seva seguretat o benestar. Aquests trets, juntament amb el seu coratge i les seves habilitats de lideratge, li servirien bé a la Guerra del Domini, durant la qual va lluitar en diverses batalles, inclosa la batalla per recuperar Espai Profund 9, i la Primera i Segona Batalla de Chin'toka. Malgrat els seus humils orígens, o potser gràcies a ells, Martok esdevindria extremadament popular entre altres guerrers klíngon i la població civil, perquè va ascendir honorablement, tot i que el mateix Martok va declarar repetidament que no tenia cap interès per la política. Finalment, va ser nomenat Comandant Suprem de la Novena Flota, un càrrec que inicialment li molestava a causa de la quantitat de paperassa que implicava. Com la majoria dels klíngons, Martok sentia menyspreu pels ferengi, que es manifestava en diverses negatives a reconèixer fins i tot Nog, que en aquell moment era un cadet de la Flota Estel·lar. No és fins que Nog s'enfronta a Martok i el desafia directament que Martok comença a mostrar un respecte reticent pel jove ferengi (episodis "Soldiers of the Empire", "Blaze of Glory").
Poc abans del final de la guerra ("When It Rains…"), Gowron arriba a Deep Space Nine per honorar Martok incorporant-lo a l'Orde de Kahless, i després anuncia que prendria el control de les forces klíngon de mans de Martok perquè era hora que "prengués un paper més actiu a la guerra". Tanmateix, queda clar que Gowron simplement està preocupat que Martok esdevingui massa poderós políticament i pretén usurpar la posició de Martok enviant-lo a batalles que no pot guanyar. Worf intenta convèncer Martok perquè desafiï Gowron, però ell es nega, dient que és un soldat lleial de l'Imperi i que no té cap desig d'entrar en política, i molt menys de convertir-se en Canceller. Aleshores, Worf mata el mateix Gowron i, en lloc d'acceptar el títol de Canceller, el dóna a Martok ("Tacking into the Wind").

### Canceller Martok
Quan les forces del Domini es van retirar sobtadament a les fronteres cardassianes, els Aliats es van adonar que es retiraven per guanyar temps per recuperar-se de les ferides de batalla, de manera que poguessin tornar més forts uns anys més tard.
Martok creia que l'Imperi havia d'atacar immediatament i va convèncer la Federació i els romulans perquè també ataquessin. Martok, liderant la flota klingon; l'almirall Ross i el capità Sisko, derant la flota de la Federació; i els romulans van atacar i derrotar el Domini al món natal dels cardassians.
Malgrat la negativa de l'almirall Ross i el capità Sisko (que estaven horroritzats en veure's envoltats de tants cardassians morts) a beure vi de sang amb Martok als passadissos del Comandament Central Cardassià, una cosa que la majoria dels klíngons considerarien un greu insult, Martok simplement va negar amb el cap i va dir que els humans no ho entenien, ja que la Federació i els klíngons continuen sent aliats ferms. Martok està content de rebre el tinent comandant Worf com a ambaixador de la Federació a Qo'noS. Comenta que ara té un ambaixador amb qui pot anar a caçar targ i que, per aquesta raó, "potser ser canceller no serà 'tan dolent després de tot". Poc després del final de la guerra, Martok i Worf abandonen DS9 per Qo'noS ("What You Leave Behind").

### Vida personal
Martok és fill d'Urthog i fill únic. Va créixer a la província de Ketha a Qo'noS. Urthog no va viure per veure el seu fill convertir-se en oficial; Martok guarda rancor a Kor per haver robat aquest honor al seu pare.
Martok està casat amb Sirella, una dona noble. Tenen un fill, Drex ("You Are Cordially Invited", "The Way of the Warrior") Martok veu el matrimoni com una altra forma de combat, tot i que dissimulada i més subtil que la majoria ("The Changing Face of Evil").
Després que Worf s'unís a la casa de Martok, el fill de Worf, Alexander, també seria incorporat a la casa, igual que Jadzia Dax després del seu matrimoni amb Worf (el matrimoni va ser inicialment oposat per Sirella). Després de la mort de Jadzia, Martok arribaria a considerar la nova amfitriona de Dax, Ezri, com una digna successora de Jadzia i també la consideraria part de la seva casa.
Les primeres aparicions de Martok a Star Trek: Deep Space Nine (a "The Way of the Warrior, Parts I i II" i "Apocalypse Rising") van ser en realitat l'infiltrat canviant fent-se passar per Martok. El veritable Martok no va aparèixer a la pantalla fins a "In Purgatory's Shadow".
La versió de Martok de l'Univers mirall només ha aparegut a les novel·les. A diferència del Martok normal, que és un comandant honorable i atent, la versió de l'UM és bocamoll, descurat i cruel. Finalment, és assassinat per la contrapart mirall de Klag, que assumeix el paper de Martok com a regent de l'Aliança Klíngon-Cardassiana.
| Termporada 4 - The Way of the Warrior, Parts I i II - és un canviant representant Martok Temporada 5 - Apocalypse Rising - és un canviant representant Martok - In Purgatory's Shadow - primera aparició del Martok "real" - By Inferno's Light - Soldiers of the Empire - Blaze of Glory - Call to Arms Temporada 6 - A Time to Stand - Sons and Daughters - Favor the Bold - Sacrifice of Angels - You Are Cordially Invited - Far Beyond the Stars - Tears of the Prophets | Temporada 7 - Image in the Sand - Shadows and Symbols - Treachery, Faith, and the Great River - Once More Unto the Breach - The Emperor's New Cloak - Strange Bedfellows - The Changing Face of Evil - When It Rains… - Tacking into the Wind - The Dogs of War - What You Leave Behind, Parts I and II Lower Decks - The Least Dangerous Game |

## Recepció i anàlisi
El 2015, SyFy va classificar Martok entre els 21 personatges secundaris més interessants de Star Trek, i el 2019, SyFy va qualificar Martok com el klíngon número 1 més gran i "més klíngon" de la franquícia Star Trek. Tara Bennett el va qualificar de "llegendari". El 2016, ScreenRant va classificar el personatge Martok com el 12è millor personatge de Star Trek en general, entre Worf (n. 13) i Sarek (n. 11). Descriuen en Martok com un "klíngon dels klingons", però en comptes d'estar obsessionat amb la batalla apareix com a "esgotat per la batalla, dur i agraït d'estar viu", mentre que Victor Grech destaca els casos en què en Martok abraça la guerra.
El 2018, CBR va classificar aquest personatge com el desè millor personatge recurrent de tots els Star Trek.
La impressió del productor Ira Steven Behr de "The Way of the Warrior" va ser "Caram, aquest paio, Martok, és genial", i va decidir convertir-lo en un personatge recurrent. Va descriure Martok com "un gran klíngon. Molt carismàtic i divertit".
Uwe Meyer caracteritza Martok com una persona recta i íntegra, que en aquest sentit contrasta i entra en conflicte directe amb el seu predecessor, l'erràtic i egoista Gowron.:44, 49–50 Martok està compromès amb la lleialtat familiar i segueix un codi d'honor que és especialment visible en temps de guerra. Douglas Mann l'anomena "el codi homèric del guerrer klíngon" i el compara amb el de l'antiga Esparta i els guerrers de la cultura micènica tal com es descriu a la Ilíada..
Meyer veu elements de la Guerra Freda reflectits a la franquícia Star Trek, amb la Federació representant Occident i l'Imperi Klíngon l'URSS i Rússia. En aquest context, Martok representa un personatge klíngon que no està explícitament occidentalitzat com Worf, però que tot i així ret homenatge als valors liberals d'Occident en un grau significatiu.:49–50 Aquesta caracterització —tret de les connotacions polítiques— està recolzada per una discussió documentada per Karl Spracklen: Martok ha estat prou exposat a la cultura humana com per riure's de la negativa dels seus aliats de la Federació a celebrar una victòria a la manera klíngon amb ell, on un altre klíngon podria haver-se ofès. Meyer compara la cancelleria de Martok amb la posició de Mikhail Gorbatxov a l'URSS, com a representant de l'elit governant que reconeix les deficiències i divisions de la seva societat i lluita per la reforma. En aquest paper, Martok també és similar al personatge d'Azetbur de Star Trek VI: The Undiscovered Country. Se li va negar un èxit significatiu com a reformador solitari. Si Martok pot complir les esperances dipositades en ell és una qüestió oberta al final del seu arc.:49–50
Uwe Meyer també afirma que Martok s'ajusta a l'estereotip del soldat senzill i honest, que no està ben versat en les intrigues associades amb una classe política amb connotacions negatives, i és més aviat com hauria de ser un polític. El fet que sovint fos victoriós a la batalla es presenta com un augment de la seva aptitud, comparable a la d'un nombre d'exoficials militars que han aconseguit el President dels Estats Units.:49–50